# 安泰人壽
安泰人壽是美国一家医疗保險公司，总部在康乃狄克州哈特福。Aetna名称取自埃特纳火山，是當時歐洲最活躍的火山。自2018年11月28日起，公司成为CVS健康子公司。 
該公司的網絡包括2210萬醫療會員，1270萬牙科會員，1310萬藥房福利管理服務會員，120萬醫療保健專業人員，超過690,000初級保健醫生和專家以及超過5700家醫院。

## 历史
2000年，Aetna以約77億美元代價把旗下全球人壽業務和金融服務業務----即Aetna International和Aetna Financial Services出售給荷蘭國際集團（ING）
2015年7月3日美國安泰保險金融集團（Aetna Life Insurance Company）以每股125美元現金及0.8375股Aetna股份 ，每股總價約230美元，合共斥資370億美元現金與股票收購競爭對手Humana ，Aetna股東將擁有新公司74%股權，兩家公司合併後將擁有3300萬會員，估計年收入可達1150億美元。
2017年1月24日美國一位聯邦法官周一否決了安泰以370億美元收購Humana Inc的交易。
2017年12月3日，CVS健康宣布将以690億美元收購安泰。2018年11月28日，完成收购。

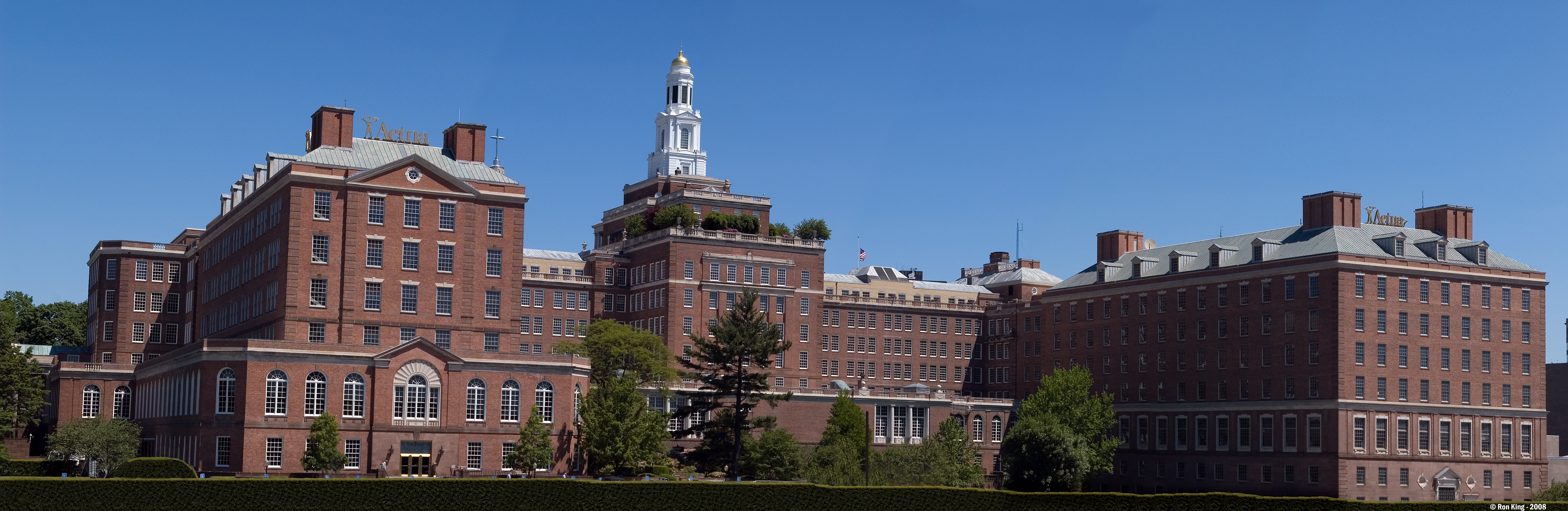
由著名建築師James Gamble Rogers設計的位於哈特福德的Aetna總部大樓是世界上最大的殖民地複興建築